# Partisanenkreuz

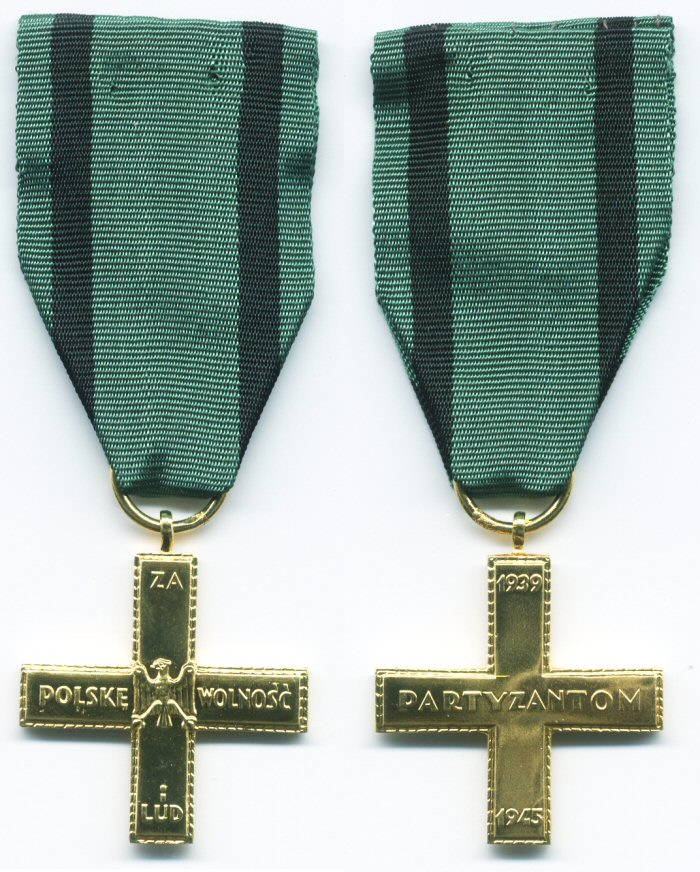

Das Partisanenkreuz (polnisch: Krzyż Partyzancki) war eine polnische Auszeichnung, die zwischen 1946/1952 und 1999 an Partisanen des Zweiten Weltkrieges verliehen wurde.

## Geschichte
Die Auszeichnung wurde am 26. Oktober 1945 durch den Ministerrat gestiftet.
Nach 1989 wurden bewusst auch solche Personen bedacht, die von den kommunistischen Machthabern übergangen worden waren. Seit 1999 wird die Auszeichnung nicht mehr verliehen.

## Verleihung
Verliehen wurde die Auszeichnung an Teilnehmer von Partisanenaktivitäten sowie Kommandeure und Mitglieder von Partisanengruppen, die auf polnischem Boden gegen die Deutschen gekämpft hatten. Zusätzlich wurde es an Polen verliehen, die in der UdSSR, in Jugoslawien oder Frankreich in Partisaneneinheiten gekämpft hatten (und an Ausländer, die auf polnischem Boden gegen die Deutschen gekämpft hatten).

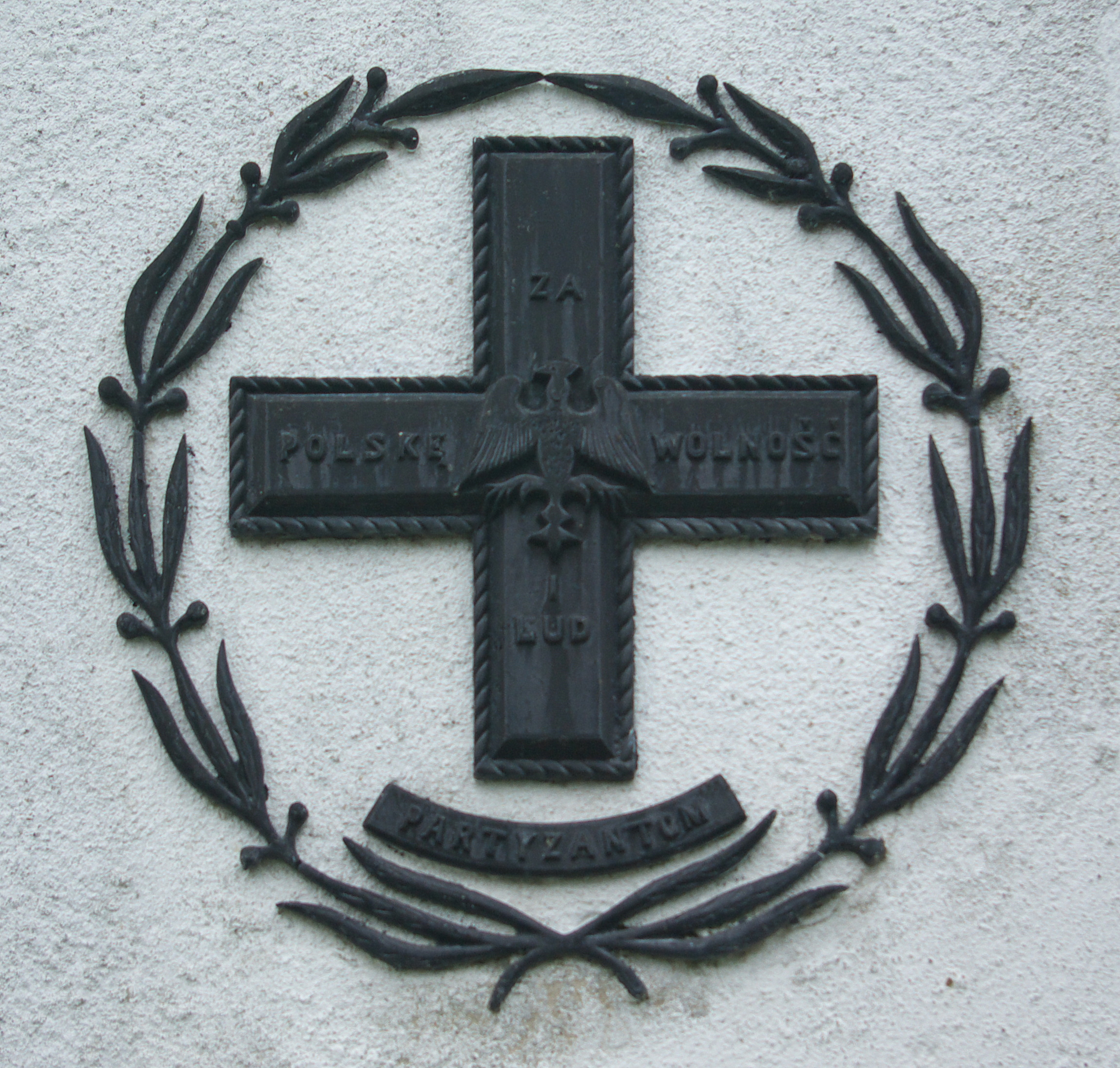

Auch Städte oder Dörfer, die im Partisanenkampf eine wichtige Rolle eingenommen hatten, wurden ausgezeichnet.
Die ersten neun Auszeichnungen wurden auf Beschluss des Präsidiums des Nationalen Volksrates vom 12. Juni 1946 hin verliehen an:
1. Michał Rola-Żymierski
2. Edward Osóbka-Morawski
3. Władysław Gomułka
4. Franciszek Jóźwiak
5. Marian Spychalski
6. Aleksander Zawadzki
7. Władysław Kowalski
8. Józef Cyrankiewicz
9. Aleksander Szymański

Zwischen 1946 und 1952 wurde die Auszeichnung vom Verteidigungsministerium vergeben, zwischen 1952 und 1989 vom Staatsrat und seit 1989 vom Präsidenten.

## Verleihungszahlen
Dem Militärwissenschaftler Stefan Oberleitner zufolge wurden bis 1989 insgesamt 76.664 und zwischen 1989 und 1999 insgesamt 17.386 Partisanenkreuze verliehen. Die Staatlichen Ordenskanzleien führen nur Verleihungszahlen bis 1987 und zwischen 1987 und 1999 an, geben aber ebenso eine Gesamtzahl von 94.025 verliehen Partisanenkreuzen an.